# Itoplectis clavicornis
Itoplectis clavicornis är en stekelart som först beskrevs av Thomson 1889.  Itoplectis clavicornis ingår i släktet Itoplectis och familjen brokparasitsteklar. Enligt den finländska rödlistan är arten sårbar i Finland. Arten är reproducerande i Sverige. Artens livsmiljö är skogar. Inga underarter finns listade i Catalogue of Life.